# Pace del Mela vasútállomás
Pace del Mela vasútállomás egy vasútállomás Olaszországban, Szicília régióban, Messina megyében, Pace del Mela településen. Forgalma alapján az olasz vasútállomás-kategóriák közül az ezüst kategóriába tartozik.

## Vasútvonalak
Az állomást az alábbi vasútvonalak érintik:
- Palermo–Messina-vasútvonal